# Bundesregierung Schüssel I
Die österreichische Bundesregierung Schüssel I wurde nach der Nationalratswahl vom 3. Oktober 1999 gebildet und amtierte von ihrer Ernennung durch Bundespräsident Thomas Klestil am 4. Februar 2000 bis zum Amtsantritt der Bundesregierung Schüssel II am 28. Februar 2003.

## Regierungsarbeit
Sie war erstmals eine Regierungskoalition zwischen ÖVP und FPÖ (Schwarz-blau) und löste die Große Koalition (SPÖ und ÖVP) der Bundesregierung Klima (1997–2000) ab.

## Personalien
| Amt                                                                                                | Foto | Name                                   | Partei | Partei                            | Staatssekretär  | Partei | Partei |
| -------------------------------------------------------------------------------------------------- | ---- | -------------------------------------- | ------ | --------------------------------- | --------------- | ------ | ------ |
| Bundeskanzler                                                                                      |      | Wolfgang Schüssel                      |        | ÖVP                               | Franz Morak     |        | ÖVP    |
| Vizekanzlerin und öffentliche Leistung und Sport                                                   |      | Susanne Riess-Passer                   |        | FPÖ                               |                 |        |        |
| Auswärtige Angelegenheiten                                                                         |      | Benita Ferrero-Waldner                 |        | ÖVP                               |                 |        |        |
| Inneres                                                                                            |      | Ernst Strasser                         |        | ÖVP                               |                 |        |        |
| Justiz                                                                                             |      | Michael Krüger bis 2. März 2000        |        | FPÖ                               |                 |        |        |
| Justiz                                                                                             |      | Dieter Böhmdorfer ab 2. März 2000      |        | Parteilos (von der FPÖ nominiert) |                 |        |        |
| Finanzen                                                                                           |      | Karl-Heinz Grasser                     |        | FPÖ                               | Alfred Finz     |        | ÖVP    |
| Wirtschaft und Arbeit                                                                              |      | Martin Bartenstein                     |        | ÖVP                               | Mares Rossmann  |        | FPÖ    |
| Soziale Sicherheit und Generationen                                                                |      | Elisabeth Sickl bis 24. Oktober 2000   |        | FPÖ                               | Reinhart Waneck |        | FPÖ    |
| Soziale Sicherheit und Generationen                                                                |      | Herbert Haupt ab 24. Oktober 2000      |        | FPÖ                               | Reinhart Waneck |        | FPÖ    |
| Land- und Forstwirtschaft bis 31. Mär. 2000 Land- und Forstwirtschaft, Umwelt und Wasserwirtschaft |      | Wilhelm Molterer                       |        | ÖVP                               |                 |        |        |
| Landesverteidigung                                                                                 |      | Herbert Scheibner                      |        | FPÖ                               |                 |        |        |
| Verkehr, Innovation und Technologie                                                                |      | Michael Schmid bis 13. November 2000   |        | FPÖ                               |                 |        |        |
| Verkehr, Innovation und Technologie                                                                |      | Monika Forstinger bis 18. Februar 2002 |        | FPÖ                               |                 |        |        |
| Verkehr, Innovation und Technologie                                                                |      | Mathias Reichhold ab 18. Februar 2002  |        | FPÖ                               |                 |        |        |
| Bildung, Wissenschaft und Kultur                                                                   |      | Elisabeth Gehrer                       |        | ÖVP                               |                 |        |        |

## „Sanktionen“ der EU-Mitgliedsstaaten
Trotz einer von Bundespräsident Thomas Klestil zuvor erwirkten Unterzeichnung einer Präambel zur Festschreibung demokratischer und europäischer Werte durch die Koalitionspartner gab es in den – damals noch – 14 anderen Mitgliedsstaaten der Europäischen Union (EU) Befürchtungen, fremdenfeindliche und rassistische Aussagen führender FPÖ-Funktionäre könnten auf die Regierungspolitik abfärben. Die Regierungen der 14 Länder koordinierten sich und beschlossen, jeweils ihre bilateralen Beziehungen auf Regierungs- und diplomatischer Ebene gegenüber der Regierung Schüssel I zu reduzieren. Tschechien, Kanada, Israel und Norwegen schlossen sich dem an. Von Seiten der Bundesregierung wurden diese Maßnahmen als „(EU-)Sanktionen gegen Österreich“ bezeichnet.
Im September 2000 hoben die 14 Regierungen die Reduzierungen der Beziehungen wieder auf.